# Yichunentulus yichunensis
Yichunentulus yichunensis är en urinsektsart som beskrevs av Yin 1980. Yichunentulus yichunensis ingår i släktet Yichunentulus och familjen lönntrevfotingar. Inga underarter finns listade i Catalogue of Life.